# Монагри
Мона̀гри (на гръцки: Μονάγρι) е село в Кипър, окръг Лимасол. Според статистическата служба на Република Кипър през 2001 г. селото има 173 жители.
Намира се на 20 km северно от Лимасол.